# Wulf Emmo Ankel
Wulf Emmo Ankel (* 7. August 1897 in Frankfurt am Main; † 25. März 1983 in Laubach) war ein deutscher Zoologe, Meeresbiologe und Hochschullehrer.

## Leben
Wulf Emmo Ankel wurde als Sohn von Gymnasialoberlehrer Paul Ankel und dessen Ehefrau Emma Ankel, geb. Theophile, in Frankfurt am Main geboren. Nach der Reifeprüfung am Lessing-Gymnasium (Frankfurt am Main) 1916 diente er im Ersten Weltkrieg als Soldat und schied als Leutnant der Reserve 1918 aus. Von 1919 bis 1923 studierte Ankel Biologie und Geologie an der Universität Frankfurt am Main. Im Oktober 1923 wurde er ebenda bei Otto zur Strassen zum Dr. phil. nat. promoviert. Anschließend war er Volontärassistent am Zoologischen Institut der Universität Frankfurt. Von 1926 bis 1939 war Ankel planmäßiger Assistent am Zoologischen Institut der Universität Gießen bei Wilhelm Schmidt, bei dem er sich 1930 habilitierte. Im selben Jahr wurde er Privatdozent für Zoologie und vergleichende Anatomie und 1937 wurde Ankel zum nichtbeamteten außerplanmäßigen Professor in Gießen ernannt. Im Jahr 1939 wurde Ankel auf das abgewertete Ordinariat für Zoologie an der TH Darmstadt als beamteter außerplanmäßiger Professor in der Nachfolge von Theodor List berufen. Gleichzeitig war er Direktor der Zoologischen Abteilung des Landesmuseums in Darmstadt.
Ankel beantragte am 13. Oktober 1937 die Aufnahme in die NSDAP und wurde rückwirkend zum 1. Mai desselben Jahres aufgenommen (Mitgliedsnummer 5.627.067), er war zudem von 1936 bis 1939 Mitglied des NSKK und zudem des NSDDB. Seit 1939 war Ankel als Hauptmann der Reserve zum Wehrdienst eingezogen und wurde erst 1941 als „unabkömmlich“ eingestuft, weil er der einzige Fachvertreter der Zoologie an der TH Darmstadt war. Seine Unabkömmlichkeit wurde mehrfach in Frage gestellt, weil es an rüstungsrelevanten Forschungsprojekten fehlte. Die beiden von Ankels Mitarbeitern betriebenen Projekte fielen im Etat weit hinter die übrigen kriegswichtigen Forschungen zurück.
Ende Oktober 1945 wurde Ankel seines Amtes als Hochschullehrer enthoben und 1946 aus „politischen Gründen“ aus dem Staatsdienst entlassen. In dem „Entnazifizierungsverfahren“ wurde er in zweiter Instanz im Februar 1947 in die Kategorie V der „Entlasteten“ eingestuft, weil seine Tätigkeit als Dozentenbundführer als Widerstandstätigkeit bewertet wurde. Er konnte daraufhin 1947 seine Professur an der TH Darmstadt wieder antreten. Nachdem er dort 1952 noch persönlicher Ordinarius geworden war, nahm Ankel im selben Jahr den Ruf auf die ordentliche Professur für Zoologie und vergleichende Anatomie an der Justus-Liebig-Hochschule Gießen als Nachfolger seines akademischen Lehrers W. J. Schmidt an. Hier lehrte er bis 1967 und damit zwei Jahre über seine Emeritierung hinaus. Von 1957 bis 1959 war er Rektor der wiedergegründeten Universität und betrieb deren Ausbau zur Volluniversität.
Ankel unternahm mehrere Studienreisen nach Italien, unter anderem an die Zoologische Station Neapel, sowie nach Skandinavien. 1953 begleitete er die Expedition von Hans Hass zu den Galapagos-Inseln. Ankel forschte unter anderem auf den Gebieten der Ökologie, der Physiologie der Süßwasserschwämme und der Weichtiere. Er war Mitbegründer der Meeresbiologischen Forschungsstation (Instituto Colombo-Aleman de Investigaciones Cientificas Punta de Betín, ICAL), der späteren Außenstelle des Tropeninstituts der Universität Gießen im kolumbianischen Santa Marta. Zudem betrieb Ankel Disziplingeschichte und schrieb als Zeitzeuge über die Zoologie an der TH Darmstadt sowie die Botanik an der Universität Gießen. Ankel war Mitglied zahlreicher wissenschaftlicher Gesellschaften des In- und Auslandes. Zu seinen Schülern zählen unter Anderen Gerolf Steiner, Klaus-Jürgen Götting, Claus Nielsen, Heinz Scherf und Dieter Zissler, der eine Würdigung zu Ankels 100. Geburtstag verfasste. Ankels Schüler Klaus Peter Sauer wurde ebenfalls Präsident der Deutschen Zoologischen Gesellschaft.
Ankel hatte zwei Kinder, Cornelius Ankel und Friderun Ankel, die 1972 den Paläontologen Elwyn L. Simons heiratete.

## Ehrungen (Auswahl)
- Präsident der Deutschen Zoologischen Gesellschaft (1951/52)
- Mitglied der Deutschen Akademie der Naturforscher Leopoldina (seit 1954)
- Ehrendoktorwürde der Philosophischen Fakultät der Justus-Liebig-Universität Gießen (Dr. phil. h. c.) (1967)
- Ehrendoktorwürde der Veterinärmedizinischen Fakultät der Justus-Liebig-Universität Gießen (Dr. med. vet. h. c.) (1977)
- Goetheplakette der Stadt Frankfurt am Main (1980)
- Ehrensenator der Justus-Liebig-Universität Gießen (1982)

## Schriften (Auswahl)
- Das Zoologische Institut der Technischen Hochschule Darmstadt von 1939-1952, in: Jahrbuch THD, 1976/77 (100 Jahre Technische Hochschule Darmstadt), S. 214–222.
- Zur Geschichte der wissenschaftlichen Biologie in Gießen, in: Ludwigs-Universität, Justus-Liebig-Hochschule: 1607-1957. Festschrift zur 350-Jahrfeier, Verlag Schmitz, Gießen 1957, S. 308–340.
- Der Bildungswert der Biologie und die Idee einer naturwissenschaftlich-biologischen Universität. Antrittsrede anläßlich der feierlichen Rektoratsübernahme am 5. Dezember 1957 von Dr. phil. nat. Wulf Emmo Ankel, Professor der Zoologie und vergleichenden Anatomie an der Justus Liebig-Universität in Gießen (= Schriften der Justus Liebig-Universität Gießen, Band 2), Gießen 1957  pdf